# Yórgos Príntezis
Yeóryios Príntezis (grec moderne : Γεώργιος Πρίντεζης), souvent appelé Yórgos Príntezis (Γιώργος Πρίντεζης ; né le 22 février 1985, à Athènes) est un joueur grec de basket-ball. Il mesure 2,06 m et joue aux postes d'ailier et d'ailier fort.

## Biographie

### Carrière professionnelle
Yórgos Príntezis a commencé sa carrière professionnelle à l'Olympiakós en 2002. Il restera cinq saisons dans ce club, avant de rejoindre l'Olympia Larissa lors de la saison 2006-2007, pour des moyennes de 11,5 points et 3,9 rebonds par match. Il remporte lors de cette saison le concours de dunks du All-Star Game grec. À la fin de cette saison, il est nommé meilleur espoir du championnat. Il retourne alors à l'Olympiakós, son club d'origine. Printezis est sélectionné lors de la draft 2007 par les Spurs de San Antonio au 58e rang. Ses droits ont été acquis par les Toronto Raptors en échange de leur second tour de draft 2008,.
En 2009, il signe un contrat de 3 ans et 3,6 millions d'euros avec le club de Liga ACB d'Unicaja Málaga,. Il retourne à l'Olympiakós en 2011.
En avril 2015, Príntezis est nommé meilleur joueur de la deuxième journée des quarts de finale de l'Euroligue. Il marque 22 points et prend 9 rebonds pour une évaluation de 34 dans la victoire de l'Olympiakós à l'extérieur face au FC Barcelone. Ce mois-là, il est aussi nommé meilleur joueur du mois en Euroligue.
Le 9 juillet 2015, ses droits en NBA sont transférés aux Spurs de San Antonio avec un second tour de draft 2017 protégé contre Tiago Splitter.
En juin 2017, Príntezis prolonge son contrat avec l'Olympiakos jusqu'à la fin de la saison 2019-2020. Un nouveau contrat pour une saison est signé entre Príntezis et l'Olympiakos en juin 2020.
En mars 2021, Príntezis devient le joueur ayant marqué le plus de paniers à deux points de l'histoire de l'Euroligue. Il dépasse les 1 137 paniers à deux points marqués par Ante Tomić. En juillet 2021, il signe un nouveau contrat avec l'Olympiakos, pour une saison.
Príntezis prend sa retraite en juin 2022.

### Équipe nationale
Yórgos Príntezis est international grec depuis 2007. Il a participé aux Jeux olympiques 2008 et au championnat d'Europe 2009.

### Palmarès
- Médaille de bronze au championnat d'Europe 2009
- Vainqueur de l'Euroligue 2011-2012 et 2012-2013
- Champion de Grèce 2012, 2015, 2016 et 2022
- Vainqueur de la Coupe internationale en 2013
- Vainqueur de la coupe de Grèce 2011 et 2022